# Tuscarawas (Ohio)

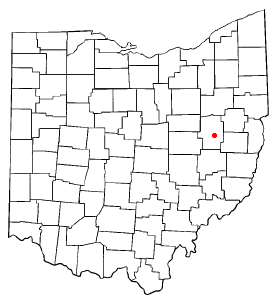
Tuscarawas na planie stanu Ohio

Tuscarawas – wieś w USA, w hrabstwie Tuscarawas, w stanie Ohio. Nazwa wsi pochodzi z języka Indian Delaware tłumaczonej jako stare miasto lub otwarte usta.
W roku 2010, 24,1% mieszkańców było w wieku poniżej 18 lat, 6,9% było w wieku od 18 do 24 lat, 24,1% miało od 25 do 44 lat, 28% miało od 45 do 64 lat, 17% było w wieku 65 lat lub starszych. We wsi było 49,8% mężczyzn i 50,2% kobiet.
Liczba mieszkańców w roku  2010 wynosiła 1 056, a w roku 2012 wynosiła 1 049.